# André da Rocha
André da Rocha là một đô thị thuộc bang Rio Grande do Sul, Brasil. Đô thị này có diện tích 329,736 km², dân số năm 2007 là 1206 người, mật độ 3,66 người/km².